# Référendum néo-zélandais de 2011
Le référendum néo-zélandais de 2011 porte sur la méthode de vote pour l'élection de la chambre des représentants de Nouvelle-Zélande. Il s'agit soit de conserver le système mixte avec compensation, soit d'adopter une nouvelle méthode.